# Trần Hòa (Bắc Tống)
Trần Hòa (chữ Hán: 陈禾, ? – ?), tên tự là Tú Thực, người huyện Ngân, phủ Minh Châu , là quan viên cuối đời Bắc Tống trong lịch sử Trung Quốc.

## Gia nhập quan trường
Năm Nguyên Phù thứ 3 (1100) thời Tống Huy Tông, Hòa đỗ tiến sĩ; dần được thăng đến quan Tích Ung bác sĩ. Bấy giờ học thuật lấy truyện – chú – ký – vấn làm chủ, Hòa tôn sùng nghĩa lý, phản đối thứ học vấn phù phiếm. Hòa được Huy Tông triệu kiến, đối đáp vừa ý, được cất nhắc làm Giám sát ngự sử, Điện trung thị ngự sử.
Thái Kinh sai một viên khốc sử  là Lý Hiếu Thọ thẩm tra vụ án Chương Diên đúc tiền, liên lụy sĩ đại phu rất nhiều, Hòa tâu xin miễn quan của Hiếu Thọ. Con của Thái Kinh là Thái Duy làm Thái Thường thiếu khanh, con rể của Hà Chấp Trung là Thái Chi làm Tương Tác giám, đều dâng sớ kể tội của Hiếu Thọ, nên triều đình bãi quan của hắn ta.

## Đàn hặc Đồng Quán
Nhà Tống hưởng thụ hòa bình đã lâu ngày, khiến võ bị bê trễ, tình hình này ở biên giới đông nam lại càng nghiêm trọng; Hòa xin tăng lính thú, sửa tường thành, để phòng bị việc bất ngờ, nếu có chiến sự, cũng không rơi vào thế kém. Sau đó khởi nghĩa Phương Lạp nổi lên, người đời khấm phục Hòa có tài tiên kiến. Hòa được thăng làm Tả chánh ngôn, ít lâu được trừ làm Cấp sự trung.
Bấy giờ Đồng Quán quyền thế ngày càng lớn (sau khi đánh dẹp Phương Lạp), với Hoàng Kinh Thần đều được trọng dụng, cùng Ngự sử trung thừa Lư Hàng cấu kết trong – ngoài, khiến quan lại kiêng dè. Hòa chưa nhận quan, đã xem đây là trách nhiệm của mình, bèn dâng sớ hặc Quán, rồi hặc Kinh Thần. Lời tấu chưa dứt, Huy Tông rũ áo đứng dậy, Hòa kéo áo hoàng đế, khiến vạt áo rách toạc. Huy Tông nói: “Chánh ngôn làm rách áo trẫm rồi.” Hòa nói: “Bệ hạ không tiếc áo rách, thần há tiếc đầu rơi để báo đáp bệ hạ? Bọn chúng hôm nay nhận cái lợi của phú quý, bệ hạ ngày sau chịu cái vạ của nguy vong.” Lời lẽ của Hòa ngày càng khẩn thiết, Huy Tông biến sắc, nói: “Khanh nói đến như vậy, trẫm còn lo gì nữa?” Nội thị mời hoàng đế thay áo, Huy Tông lại nói: “Giữ lại để biểu dương trực thần.”
Ngày hôm sau, Quán cầm đầu bọn tướng soái đến kêu oan, Lư Hàng cũng hặc Hòa cuồng vọng. Vì thế Hòa chịu trích làm Giám Tín Châu tửu. Sau đó Hòa gặp dịp đại xá, được trở về quê nhà.

## Đối lập gian thần
Từ trước, Trần Quán quay về từ Lĩnh Ngoại (vốn bị đày vì hặc Thái Kinh), định cư ở huyện Ngân, đến nay cùng Hòa kết bạn, sai con mình là Trần Chánh Hối theo ông học tập. Về sau Chánh Hối tố cáo tội trạng của Thái Kinh, bị giải vào triều, Trần Quán cũng bị bắt. Hoàng Kinh Thần tra án, đòi Hòa ra làm chứng, ông đáp rằng việc đã rồi, tội không dám tránh. Có người hỏi sao lại nói thế, Hòa đáp: “Họa – phúc, chết – sống, là mệnh đấy; há lại sợ chết mà làm việc bất nghĩa ru? Nguyện chia tội với người hiền.” Vì thế Hòa bị kết tội đồng đảng với Quán, chịu đình quan.
Gặp dịp đại xá, Hòa được khởi làm Tri Quảng Đức quân, dời làm Tri Hòa Châu. Ít lâu sau, Hòa gặp tang mẹ, mãn tang thì được trừ quan Tri Tú Châu. Vương Phủ mới làm tể tướng, Hòa nói: “Sao có thể làm môn hạ của Phủ!?” Hòa ra sức từ chối, được đổi sang Nhữ Châu, lại kiên quyết từ chối, còn nói: “Thà chết đói.” Phủ nghe được thì ngậm hờn.
Anh của Hòa là Trần Bỉnh làm Thọ Xuân phủ Giáo thụ, ông đến thăm anh ở nhà quan. Gặp lúc Đồng Quán lĩnh binh ghé qua phủ, đến gặp Hòa nhưng không được vào, tặng quà cũng không được nhận. Quán giận, quay về nói gièm Hòa, Huy Tông nói: “Người này vốn như vậy, mày không nhịn được à?”
Rất lâu sau Hòa mới được làm Tri Thư Châu, mệnh vừa truyền xuống thì ông mất; được tặng quan Trung đại phu, thụy là Văn Giới.

## Đánh giá
Sử cũ nhận xét: Hòa tính không a dua, ở triều đình hiên ngang có phẩm hạnh.

## Trước tác
Hòa biên soạn Dịch truyện 9 quyển, Xuân Thu truyện 12 quyển, Luận Ngữ giải, Mạnh Tử giải đều 10 quyển. Ngày nay không còn.